# إيمري مور
إيمري مور (بالدنماركية: Emre Mor)‏ هو لاعب كرة قدم تركي (من مواليد 24 يوليو 1997 بمدينة برونشوج في الدنمارك)، يلعب في العادة بخط الهجوم. ويلعب حالياً مع نادي بوروسيا دورتموند الذي يشارك في الدوري الدرجة الأولى الألماني لكرة القدم، ويلعب أيضاً لصالح منتخب تركيا لكرة القدم.
يعتبر إيمري من المواهب الصاعدة على ساحة كرة القدم العالمية، حيث أكمل صفقة انتقاله لنادي بوروسيا دورتموند الألماني قادما من نوردسيلاند الدنماركي بعقد يمتد حتى عام 2021. وقد قال صرح مايكل زورك مدير الكرة في بوروسيا دورتموند بقوله أن «إيمري موهبة شابة مذهلة يمتلك إمكانيات هائلة للتطور». كذلك قارن اوتو اودو مساعد مدرب بين إيمري والأرجنتيني ليونيل ميسي هداف نادي برشلونة الإسباني، ليس فقط بسبب المقومات الجسدية ولكن أيضا السرعة والتميز من الناحية الفنية. ويجيد مور اللعب في عدة مراكز في خط الهجوم.

## حياته
ولد امري مور في الدنمارك من أب تركي وأم مقدونية في مدينة لودينشايد الدنماركية، وعلى أساسه فهو حامل للجنسيتين التركية والدنماركية.

### بوروسيا دورتموند
انتقل في 7 يوليو 2016 لنادي بوروسيا دورتموند، وبعقد يستمر حتى 30 يونيو/ حزيران 2021.

## مسيرتة مع المنتخب
ولد امري مور في الدنمارك من أب تركي وأم مقدونية في مدينة لودينشايد الدنماركية، وعلى أساسه فهو حامل للجنسيتين التركية والدنماركية، حيث لعب في بادية مسيرته لمنتخبات الدنمارك السنية، ثم قرر تمثيل منتخب تركيا في المحافل الدولية. شارك مباشرة بعدها مع منتخب تركيا تحت 21 سنة للمشاركة في مبارارته الأولى ضد منتخب سلوفاكيا تحت 21 سنة ضمن منافسات التصفيات المؤهلة كأس الأمم الأوروبية تحت 21 سنة لكرة القدم 2017. ولعب لأول مرة ضمن صفوف المنتخب تركيا الأول في مباراة أقيمت ضد منتخب الجبل الأسود لكرة القدم في مايو 2016.
كما أدرج مور في تشكيلة المنتخب تركيا الأول الذي شارك في منافسات كأس الأمم الأوروبية لكرة القدم 2016، وشارك في لقاء منتخب بلاده ضد منتخب كرواتيا لكرة القدم ضمن مباريات بطولة أمم أوروبا لكرة القدم 2016 المجموعة D، حيث شارك في آخر 20 دقيقة من تلك المباراة مما جعله ثالث أصغر لاعب في تاريخ البطولة، وأصغر لاعب في تاريخ الكرة التركية الذي يشارك في بطولة كأس الأمم الأوروبية.

## روابط خارجية
- إيمري مور على موقع الاتحاد الأوربي (الإنجليزية)
- إيمري مور على موقع اتحاد تركيا (لاعب) (الإنجليزية)
- إيمري مور على موقع قاعدة بيانات كرة القدم.إي يو (الإنجليزية)
- إيمري مور على موقع ليكيب (الفرنسية)
- إيمري مور على موقع ناشيونال فوتبول تيمز (الإنجليزية)
- إيمري مور على موقع Soccerbase.com (لاعب) (الإنجليزية)
- إيمري مور على موقع Soccerway.com (الإنجليزية)
- إيمري مور على موقع عالم كرة القدم.نت (الإنجليزية)
- إيمري مور على موقع AS.com (الإسبانية)